# О’Рурк, Стив
Стивен Джеймс (Стив) О’Рурк (англ. Stephen James «Steve» O’Rourke; 1 октября 1940, Уиллесден, Лондон, Великобритания — 30 октября 2003, Майами, штат Флорида, США) — менеджер британской рок-группы Pink Floyd с момента ухода первого лидера коллектива — Сида Барретта в 1968 году и вплоть до своей смерти. О’Рурк имел затяжной конфликт с Роджером Уотерсом, который хотел уволить его с этой должности, однако Дэвид Гилмор и Ник Мейсон отказались подписывать документы об увольнении. Профессионально занимался автоспортом, в частности неоднократно участвовал в гонках серии «24 часа Ле-Мана».

## Детство и карьера менеджера
В молодости отец О’Рурка, Томас, работал рыбаком на островах Аран к западу от Ирландии. В этот период он снялся в роли охотника на акул в доку-фикшене Роберта Флаэрти «Человек из Арана», затем перебрался в Лондон, где в пригороде Уиллесдена родился его сын Стивен.
После получения бухгалтерского диплома О’Рурк устроился на работу бухгалтером и младшим агентом в концертное агентство Брайана Моррисона, которое вскоре стало частью компании NEMS Enterprises Брайана Эпстайна. Первоначально он организовывал шоу для группы Pink Floyd, а менеджерами коллектива были Питер Дженнер и Эндрю Кинг из Blackhill Enterprises. Однако после того как в 1968 году из группы ушёл их лидер, Сид Барретт, Blackhill Enterprises решили продолжить сотрудничество с Барреттом, а функции менеджера Pink Floyd перешли к О’Рурку. В начале 1970-х годов О’Рурк покинул NEMS и основал собственную компанию EMKA Productions, названную в честь его первой дочери Эммы Кейт (впоследствии О’Рурк стал отцом еще одной дочери и трех сыновей).
Наибольшим успехом О’Рурка до начала сотрудничества с Pink Floyd стали съёмки в документальном фильме «Не оглядывайся» (1967), рассказывающем о концертном туре Боба Дилана по Англии в 1965 году. Основными деловыми качествами О’Рурка, в отличие от менеджеров Blackhill, считались осмотрительность, приземлённость и осторожность в финансовых вопросах. Уотерс называл О’Рурка «эффективным толкачом» и «мужчиной в жестком мужском мире», при это расценивая его скорее как преуспевающего агента, нежели как настоящего менеджера, пекущегося о карьере группы. Басист полагал, что ему не стоит воздавать хвалу за успех Pink Floyd, а его музыкальная проницательность фактически равна нулю. В свою очередь, Дэвид Гилмор называл О’Рурка «великим бизнесменом», чьё отсутствие интереса к творческой стороне дела позволило Pink Floyd самим полностью заниматься разработкой их музыкальной стилистики. По словам Ника Мейсона, невозмутимый О’Рурк к тому же умело гасил «бесконечные» конфликты внутри коллектива, которые, «не будь такого амортизатора, до добра бы не довели».
Во время постпродакшна фильма «Стена» с О’Рурком произошел трагический инцидент. Находясь в офисе Алана Паркера, режиссёра фильма, он получил звонок от Роджера Уотерса, который просил о встрече. Выходя из кабинета Паркера, О’Рурк не заметил закрытых стеклянных дверей и разбил их вдребезги, упав на пол и сильно порезавшись. Открыв глаза, он увидел, что секретарша Паркера, Энджи, выковыривает стекло из его лица. Между ними завязались близкие отношения, в итоге Стив женился на ней, и у них родился сын. Это был его второй брак, ранее О’Рурк жил с женщиной по имени Линда, которая находилась с ним на протяжении всего периода становления Pink Floyd. Она родила от Стива двух дочерей и сына, живёт в Суррее и работает терапевтом.

В 1985 году Уотерс намеревался уволить О’Рурка, причиной тому был затяжной конфликт между менеджером и музыкантом относительно обязательств группы по пластинкам, которые могли бы быть выпущены в будущем. На тот момент Уотерс уже отправил руководству EMI и Columbia письмо о том, что покидает Pink Floyd. Он связался с О’Рурком, чтобы обсудить вопрос о будущих выплатах роялти. О’Рурк счел своим долгом сообщить об этом Мейсону и Гилмору, чем настолько разозлил Уотерса, что тот принял решение убрать его с должности менеджера группы (уже не существовавшей, по его мнению). Разорвав с ним личный контракт и назначив своим личным менеджером Питера Раджа (до этого руководившего группой The Rolling Stones), Уотерс обратился к Гилмору и Мейсону с просьбой избавиться от О’Рурка, предлагая взамен на их согласие права на название коллектива. Однако они отказались подписывать документ об увольнение менеджера. Тогда Уотерс попросил EMI и Columbia освободить его от контрактных обязательств как участника группы, чтобы «хитростью» решить дело в свою пользу и продолжать получать роялти от уже записанного материала. По мнению музыканта, Pink Floyd не было смысла возрождать без него и оставшиеся участники не будут использовать это название. Тогда немногие в мире рок-музыки могли представить Pink Floyd без Уотерса, однако Гилмор решил продолжать проект. Впоследствии дизайнер обложек группы Сторм Торгерсон вспоминал: 
Это было довольно обременительной задачей — собраться с силами и впустить новый альбом Pink Floyd, и на Дэйва запросто могли посыпаться все шишки. Он занялся практически неподъемным делом. Проще было бы записать ещё один гилморовский сольник.
В 2003 году О’Рурк умер в Майами от инсульта. Его отпевание состоялось 14 ноября 2003 года в Чичестерском соборе в Сассексе, где в знак уважения присутствовали текущие участники Pink Floyd — Дэвид Гилмор, Ричард Райт и Ник Мейсон. Музыканты выступили вместе, впервые с 1994 года исполнив песни «Fat Old Sun» and «The Great Gig in the Sky». Долгое время сотрудничавший с группой Дик Пэрри играл на саксофоне, следуя за похоронной процессией.
Сольный альбом Дэвида Гилмора On an Island 2006 года был посвящён памяти О’Рурка (а также воспоминаниям тур-менеджера группы Тони Говарда и аранжировщика Майкла Кэймена). Автобиография Ника Мейсона Inside Out: A Personal History Of Pink Floyd также была посвящена О’Рурку.

## Карьера автогонщика
Параллельно Pink Floyd О’Рурк выстроил весьма успешную карьеру автогонщика — его страсть к быстрой езде и автомобилям разделял барабанщик группы Ник Мейсон, а также, в меньшей степени, гитарист Дэвид Гилмор. Любимой дисциплиной О’Рурка были гонки на классических спортивных автомобилях 1950-х , 1960-х и 1970-х годов.
В 1979 году О’Рурка стал участником знаменитой гонки «24 часа Ле-Мана», финишировав двенадцатым на автомобиле Ferrari 512 BB. Через год он вновь поучаствовал в «Ле-Мане», однако после того как на его автомобиле взорвалась шина (на скорости около 320 км/ч на прямой Mulsanne Straight), О’Рурк был вынужден поменять бампер от другой Ferrari на пит-лейне, в итоге сильно отстав.
В 1981 году он основал команду EMKA Racing, в которую, помимо него, вошёл Дерек Белл. Они оба ездили на спорткарах марки BMW M1. В Ле-Мане к нему присоединились Дэвид Хоббс и Эдди Джордан. В ночь перед гонкой О’Рурк покинул автодром, отправившись на концерт Pink Floyd в Лондоне, а на следующее утро по прилёте обратно сразу же сел в машину, чтобы проехать свой двухчасовой отрезок гонки.
В 1982 году он участвовал в двух гонках чемпионата Британской Формулы-1, одну из которых закончил на бронзовой ступени подиума.
Вскоре спонсором его команды выступил Aston Martin. В 1983 году О’Рурк выступил консультантом проектирования спортивного автомобиля Group C для «Ле-Мана». Автомобиль добился успеха в 1985 году, когда пилотировавший его Тифф Нидл на короткий отрезок возглавил 24-часовую гонку. В итоге, к большому удовольствию О’Рурка, он финишировал впереди автомобилей марки Jaguar, спроектированных на заводе. Однако вскоре после того, как Aston Martin вышли из сотрудничества, команда распалась.
В 1991 году О’Рурк поучаствовал вместе с Мейсоном и Гилмором в мексиканском ретро-ралли PanAmerican retro race на автомобилях Jaguar C-Type. Во время гонок Гилмор и О’Рурк попали в аварию, во время которой О’Рурк сломал ногу. События гонки были задокументированы в фильме La Carrera Panamericana, который включал саундтрек из ранее выпущенных и новых композиций Pink Floyd.
В 1991 году О’Рурк возродил EMKA Racing, начав участвовать в таких гоночных сериях, как British GT Championship, BPR Global GT Series и FIA GT Championship. В 1997 году он выиграл чемпионат британских гонщиков класса GT2 со штурманом Тимом Сагденом, а затем в классе GT1 — в 1998-м. Наибольшего успеха в своей гоночной карьере О’Рурк добился на «Ле-Мане» вместе с гонщиками Тимом Сагденом и Биллом Ауберленом, закончив гонку на четвёртом месте на автомобиле марки McLaren F1 GTR. Сэкономив деньги и отказавшись от дорогостоящего пакета обновлений для McLaren, О’Рурк, как правило, тратил сопоставимые суммы на раскрутку EMKA Racing.
С 2000 года О’Рурк сосредоточился на чемпионате FIA GT, пока не ушёл в отставку по состоянию здоровья; затем он руководил командой гонщиков — Тимом Сагденом, Мартином Шортом и заводским водителем Porsche Эммануелем Коллардом, которые под его руководством победили на автодромах в Пергузе и Андерсторпе. В благодарность руководство Porsche ответило О’Рурку помощью его заводу EMKA.
Смерть О’Рурка вскоре после окончания сезона 2003 года привела к закрытию EMKA Racing.

## Сотрудничество с другими исполнителями
Помимо Pink Floyd, О’Рурк также сотрудничал с продюсером Крисом Томасом, группой Kokomo и менеджером Хитом Лефке.